# 萨莱

衰落中的金帐汗国范围和萨莱的位置

萨莱（波斯語：‎），在波斯语中解作宮殿。是金帐汗国首都，有新舊两个，另一个诺蓋汗国的萨莱楚克。當時大約有600000人生活在這一帶。

## 老萨莱
老萨莱又叫拔都萨莱，在阿克托贝一带，在阿斯特拉罕以北120公里。拔都以此地为首都至别儿哥时代。这里也是以前可萨人的首都阿的尔与钦察人城市撒克辛。这里也是罗斯公国大公领取札兒里黑的地方。

## 新萨莱
这地方在拔都萨莱以东85公里，伏尔加格勒附近。在月即別汗正式成为新首都。先是被帖木儿破坏，后在1502年被克里米亚汗国攻占後彻底破坏，金帳汗國滅亡。

## 萨莱楚克
它是烏拉尔河上诺蓋汗国的首都，也是早期哈萨克可汗的陵寝，这里曾经是哥萨克据点，哈萨克汗国1580年合并了它。

### 脚注
1. ↑  Allsen, "Saray".

### 文献
- Allsen, T. T., "Saray", in: Encyclopaedia of Islam, Second Edition, P. Bearman et al. (eds.). Consulted online on 5 January 2022 http://dx.doi.org/10.1163/1573-3912_islam_SIM_6628 （页面存档备份，存于）
- イブン・バットゥータ　『旅行記 (イブン・バットゥータ)』第4巻　家島彦一訳、平凡社〈平凡社東洋文庫〉,1999年,ISBN 978-4582806595

## 外部來源
- http://www.saray-al-mahrusa.ru/ （页面存档备份，存于）